# Carousel (chaîne de télévision)
Pour les articles homonymes, voir Carousel.
Carousel ou Carousel International, également connu sous son nom russe translittéré Карусель, est une chaîne de télévision russe destinée aux enfants et aux jeunes. Elle est fondée par le président russe Dmitry Medvedev. Elle est actuellement disponible en Russie, en France via Free, aux États-Unis via DirecTV, et en Turquie via Tivibu.
Depuis l'invasion de l'Ukraine par la Russie en 2022, Carousel International diffuse uniquement des dessins animés russes et quelques dessins animés produits hors de la Russie.

## Histoire
Le 24 juin 2009, le président de la Russie Dmitri Medvedev signe un décret pour fusionner TéléNounou et Bibigon en une seule chaîne jeunesse avant le 1er janvier 2011,.
La chaîne Carousel est créée le 27 décembre 2010 après la fusion de Bibigon (Бибигон) et TeleNanny (ТелеНяня) pour former la nouvelle chaîne.

### Programmation
Entre 2010 et 2014, la programmation comprend des émissions pour enfants, des séries télévisées, des dessins animés et des films. En semaine, environ 66 % du temps d'antenne est consacré aux dessins animés, 21 % aux émissions, 6 % aux séries télévisées, 5 % aux films, et 2 % aux courts-métrages d'animation. Les week-ends, 25 % du temps d'antenne est consacré aux dessins animés, 15 % aux séries télévisées, 14 % aux films, 19 % aux émissions et 27 % aux courts-métrages d'animation.
C'est l'une des deux chaînes fédérales (avec Rossiya K; avant le lancement de OTR) à diffuser sans publicité (depuis 2011 — uniquement des spots sponsorisés). En 2014, la publicité fait son apparition sur la chaîne. Initialement, les publicités concernent divers produits pour enfants, mais en raison de l'attrait exercé sur un public féminin de plus de 40 ans (selon les mesures d'audience), des publicités pour des produits alimentaires et des médicaments apparaissent.
La chaîne diffuse des dessins animés comme : Fixiki, Les Schtroumpfs, My Little Pony : Les amis, c'est magique, Masha et Michka, Luntik et ses amis, Smechariki, Belka et Strelka, famille espiègle, Maya l'abeille. Les émissions sont classées en catégories : sportives (Olympiytsy, Pryg-Skok Komanda, etc.), musicales (Neovecherinka, Smeshnie Prazdniki, etc.), culturelles et éducatives (Histoire de l'art avec Khryusha et Filia, etc.), culinaires (Petit Chef, Neokukhnya, etc.), sur les animaux (Du museau à la queue, La vie des animaux remarquables, etc.), intellectuelles (Question piège, Un contre tous, etc.), éducatives (Dessiner ensemble, Saisis l'instant, etc.), et scientifiques (Sciences naturelles. Conférences + Expériences, Science simple). En 2013, la chaîne lance la première série comique pour enfants sur la vie scolaire — École classe.

## Direction
Directeurs généraux
- Nikolaï Dubovoï (Premier canal. Réseau mondial, 2010—2015)
- Tatiana Tsyvareva (VGTRK, 2015—2017)[7],[8]
- Alexeï Efimov (Premier canal. Réseau mondial, depuis 2017)[9].
- Igor Ivanov (VGTRK, depuis 2017)[9],[10]

Rédacteurs en chef
- Tatiana Tsyvareva (2010—2015, depuis 2017 — VGTRK[9]) — chef du studio des programmes pour enfants et adolescents de VGTRK de 2010 à 2015
- Vera Obolonkin (depuis 2015[7], depuis 2017 — Premier canal. Réseau mondial[9]) — directrice du Département des programmes pour enfants et adolescents de ZAO (AO) Premier canal. Réseau mondial depuis 2015[11]

Producteurs exécutifs
Le poste existe de décembre 2010 à mars 2015, actuellement les responsabilités de producteur sont assurées par les rédacteurs en chef de la chaîne.
- Ekaterina Sokolova[12] — productrice exécutive de la direction des programmes thématiques de la rédaction des programmes pour enfants et adolescents de ZAO Premier canal. Réseau mondial* Alexander Gurevich[13] — adjoint du chef du studio des programmes pour enfants et adolescents de VGTRK[14]

Directeur artistique
- Maxim Zhuikov (2010—2015) — directeur du département de promotion de ZAO Premier canal. Réseau mondial de 2007 à 2015[15]

Compositeurs
- Viktor Dormidontov, Oleg Litvishko et Georgiy Taradaikin

## Récompenses
La chaîne remporte à deux reprises le prix de la Meilleure chaîne pour enfants  au concours européen Hot Bird TV Awards.
En janvier 2014, les créateurs de la chaîne jeunesse Carousel deviennent lauréats du prix du gouvernement de la fédération de Russie dans le domaine des médias pour l'année 2013.
Le 23 novembre 2017 le site web de la chaîne reçoit la statuette du prix Runet-2017 dans la catégorie Santé, divertissement et loisirs .
En 2020, la chaîne remporte le prix TEFI-KIDS dans les catégories Programme d'information quotidienne pour enfants , Meilleure série d'animation , Meilleure chaîne pour enfants et Meilleure musique pour une émission pour enfants .

## Diffusion
La chaîne Carousel fait partie du premier multiplex de télévision numérique terrestre de Russie.
Du 1er septembre 2011 au 22 juillet 2019, elle diffuse dans trois versions horaires — +0 (heure de Moscou), +3 (heure d'Omsk) et +7 (heure de Vladivostok).
Depuis le 23 juillet 2019, elle diffuse dans cinq versions horaires — +0 (heure de Moscou), +2 (heure de Iekaterinbourg), +4 (heure de Krasnoïarsk), +7 (heure de Vladivostok) et +8 (heure de Magadan).
Elle diffuse également à l'étranger sous le nom de Carousel International. La version internationale présente quelques modifications dans la grille des programmes par rapport à la version russe.
Jusqu'en septembre 2016, Карусель est l'une des rares chaînes russes à figurer sur la liste des chaînes étrangères adaptées et diffusées en Ukraine. La diffusion de la chaîne est interdite en Ukraine pour violation de la loi sur la publicité et pour contradiction avec l'article 28 de la loi ukrainienne sur l'information.
En Bulgarie, Tchéquie, Slovénie, Chypre et France, la chaîne est également disponible par câble.
En 2014, elle remplace la chaîne ukrainienne STB en Crimée après l'annexion russe.
Depuis le 1er mars 2017, la chaîne passe au format de diffusion 16:9. Depuis le 27 mars 2020, la chaîne diffuse en haute définition HD dans le multiplex numérique HD sur la 58e chaîne de télévision à Moscou et en banlieue.
Pour la diffusion de la chaîne Carousel et des chaînes Premier canal, NTV, Compagnie de télévision et de radio de Saint-Pétersbourg, TV Centre et Match TV dans les villes de moins de 100 000 habitants, les autorités allouent 7,954 milliards de roubles en décembre 2021.

## Critiques
Le chroniqueur de l'agence RIA Novosti Sergei Varshavchik note que cette unique chaîne pour enfants gratuite en octobre 2011 est manifestement insuffisante pour des millions d'enfants en Russie, accueillant en fait l'arrivée de la chaîne pour enfants gratuite Disney sur le marché.
L'historienne de l'art Lioudmila Semionova critique dans un de ses articles (2019) la politique de programmation de Карусель et des autres chaînes pour enfants existantes :
« Les chaînes Carousel, Disney et d'autres agrégateurs diffusent en continu du contenu aux couleurs vives et au sens douteux. L'émission Club Disney, qui existait sur la chaîne ORT (puis sur Premier canal) des années 1990 au milieu des années 2000, avait de la valeur car elle offrait des histoires intéressantes et colorées de manière dosée. La fenêtre vers le monde magique ne s'ouvrait que temporairement, les jeunes téléspectateurs l'attendaient avec impatience et se souvenaient avec plaisir des nouvelles aventures de leurs héros préférés. Maintenant, ce monde tient dans un smartphone et on peut y plonger assis dans le métro ou au café. En fait, il est devenu un fast-food aimé des enfants, mais pour l'esprit et l'âme. »